# Synagoga v Třeboni
Bývalá synagoga v Třeboni se nachází v Třeboni I v Krčínově ulici čp. 50 vpravo na cestě od zámecké brány v Hamiltonově paláci. Ve druhé polovině 40. let 20. století byla přestavěna na dům.

## Historie a popis
Synagoga byla přestavěna ze staršího domu ve druhé polovině 19. století, pravděpodobně kolem roku 1880. Její architektura byla ovlivněna „geniem loci“ (třeboňská renesance). Rozkvět modlitebny vrcholil ve dvacátých letech 20. století za předsedy židovské obce v Třeboni Ludvíka Metzla, kdy bylo umělecky upraveno místo pro kázání i čtení (a uložení) tory, opraven zděný almemor s kovanou mříží i tribuna. Tehdy měla synagoga i stálého správce, který obýval domek přímo na dvoře areálu. Ludvík Metzel se setkal v červnu v roce 1925 i s prezidentem Tomášem Garrigue Masarykem při jeho návštěvě Třeboně. Metzelovi synové, Karel, Viktor a Felix, zahynuli v průběhu druhé světové války, každý v jiném koncentračním táboře, jak dokládají kameny zmizelých na třeboňském Masarykově náměstí (seřazené v dlažbě kolmo k ose podloubí Masarykova náměstí před domem čp.96/I. který jim tehdy patřil). Ludvík Metzel odpočívá na Třeboňském židovském hřbitově poblíž 60 m vysoké věže třeboňské Kotěrovy vodárny, přibližně uprostřed pietního místa. Karel byl otcem Hany Bradyové a Jiřího Bradyho.
Na dvoře se nalézá přístavek spojený s tribunou, který sloužil jako příbytek správce synagogy ještě za První Československé republiky.[zdroj?]
K bohoslužbám se využívala asi do 2. světové války, potom začala po další přestavbě sloužit k obytným účelům. V horním patře se dochoval strop s originální dekorativní výmalbou a štuky.
Aron ha-kodeš, almemor (bima), ani další vybavení synagogy se nedochovalo. Opona, zdobený parochet symbolickou torou s korunou (keter Tora), kaporet a další textilie i dekorace, šulchan, amud (čtecí stolky), rovněž i menora a věčné světlo se ztratily či byly zničeny v průběhu druhé světové války. Osudy několika svitků tory (Sefer Tora, Chamiša chumšej Tora) a knih (14 knih Mišne Tory, spis Sefer chasidim), které byly ve vlastnictví třeboňské náboženské židovské obce až do 2. světové války, nejsou známy.[zdroj?]
Minimálně část liturgických předmětů synagogy v Třeboni se jako „válečný svoz Třeboň“ dostala do sbírek dnešního Židovského muzea v Praze. Díky fotografii interiéru Třeboňské synagogy publikované v knize Huga Golda, Die Juden und Judengemeinden Böhmens in Vergangenheit und Gegenwart I. (1934), s. 698 bylo možné v sbírce textilu ŽMP dohledat synagogální oponu inv. č. 000.248 z roku 1868, prokazatelně užívanou v Třeboňské synagoze, zdobící na fotografii aron ha-kodeš.[zdroj?]
Na jižní straně v přízemí byly ještě v roce 1968 zachovány stopy hechalu, dvou sloupů a závěsu věčného světla v zazděném výklenku.[zdroj?] Ve vedlejším třípodlažním domě (vlevo) čp. 49/I sídlila židovská škola (ješiva).
Stavba byla v roce 2012 nově opravena, avšak není zde k dispozici žádná informace upozorňující na původní účel budovy, ani na osudy židovské obce v Třeboni.[zdroj?] Obytné domy jsou ve vlastnictví Pražské židovské náboženské obce, která se stará o jejich údržbu.[zdroj?]